# Pablo Minguet e Yrol
Pablo Minguet é Irol (geboren vor 1733; gestorben 1801 in Madrid (?)) war ein spanischer Schriftsteller, Verleger, Stecher, Musikpädagoge und Komponist, der in Madrid gewirkt hat.

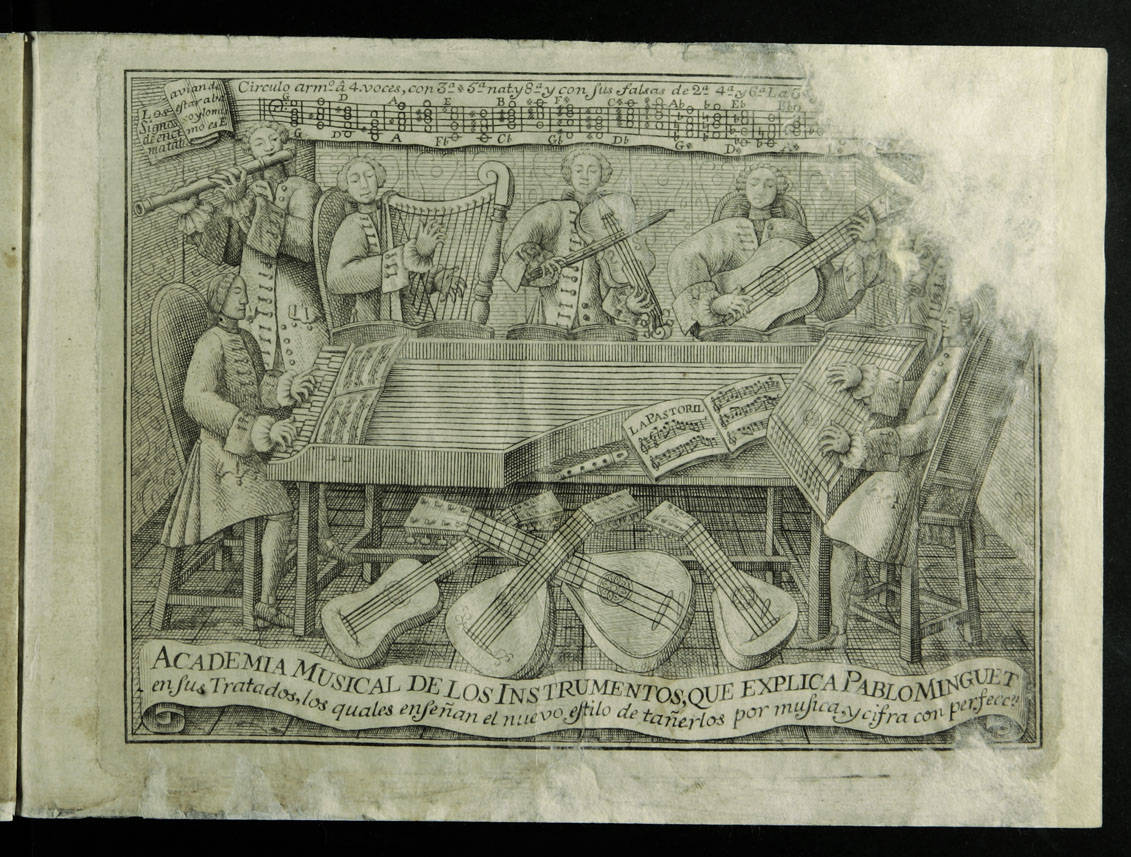
Reglas y advertencias generales que enseñan el modo de tañer todos los instrumentos (circa 1750)

## Leben
Über das Leben von Pablo Minguet é Irol liegen nur wenige Informationen vor. Seine heute bekannten Veröffentlichungen begannen 1733 und endeten 1775. Nach Angaben des Historikers Saldoni aus der zweiten Hälfte des neunzehnten Jahrhunderts starb er 1801. – Minguet bezeichnete sich selbst auch als Stecher. Er verlegte eine Vielzahl von Schriften über religiöse und unterhaltende Themen. Er verfasste und druckte Lehrbücher zum Selbststudium von Musikinstrumenten, wie dem Hackbrett oder der Gitarre und dem Timple, insgesamt Schriften zu dreizehn Instrumenten. Auch verlegte er Bücher über das Erlernen von Tänzen im französischen und im spanischen Stil und bildete die choreographischen Anweisungen in Stichen ab. In seinen Schriften finden sich auch Kompositionen, die ihm selbst zugeschrieben werden.
Damit befriedigte Minguet das wachsende Bedürfnis des spanischen Bürgertums nach musischer Betätigung, unabhängig vom höfischen Zeremoniell des Adels.

## Nachwirkung
Das 1988 gegründete Minguet Quartett hat ihn mit dieser Begründung zu seinem Namenspatron ausgewählt:

„Namenspatron ist Pablo Minguet, ein spanischer Philosoph des 18. Jahrhunderts, der sich in seinen Schriften darum bemühte, dem breiten Volk Zugang zu den Schönen Künsten zu verschaffen: Das Minguet Quartett fühlt sich dieser Idee auf seinen Konzertreisen mehr denn je verpflichtet.“

## Werke (Auswahl)
- Engaños a ojos vistas, y diversion de trabajos mundanos, fundada en licitos juegos de manos, etc. Madrid 1733.
- Arte de danzar a la francesa adornado con quarenta figuras, que enseñan el modo de hacer todos los diferentes passos de la danza del minuete, con todas sus reglas, y de conducir los brazos en cada passo: Y en quatro figuras, el modo de danzar los tres passapies. Tambien estàn escritos en solfa, para que qualquier musico los sepa tañer. 1737, en su casa in Madrid.
- Cristóbal Rodríguez; Blas Antonio Nasarre y Ferriz; Pablo Minguet e Yrol; Felipe Vidal; Juan Pérez: Bibliotheca universal de la polygraphia española. Antonio Marin, Madrid 1738
- Reglas, y advertencias generales: que enseñan el modo de taner todos los instrumentos majores, y mas ususales, come son la guitarra, tiple, vendola, cythara, clavicordis, organo, harpa, psalterio, bandurria, vilin, flauto traversa, flauta ducle y la flautilla: con varios tanidos, danzas, contradanzas, y otras cosas semejantes, etc. Ibarra, Madrid 1752–1754. Reproduktion ISBN 978-2-8266-0703-8
- Compendio historico, y geografico de los emperadores, y reyes que hoy posseen la Europa, la descripcion de sus Cortes, y religion: con diez y seis mapas que demuestran sus reynos, y provincias, y sus escudos de armas. En Madrid en la Imprenta del autor [Pablo Minguet] … tãbien se venden en los Libreros Gradas de S. Phelipe el Rl. 1763
- Juegos de manos. 3. Auflage. M. Saurí, Barcelona 1864